# Товариство Просвіта на Кубані
Товариство «Просвіта» на Кубані — українська громадська організація культурно-освітянського спрямування.

## Історія
Під час революції 1905-07 років, український рух на Кубані набирав обертів.

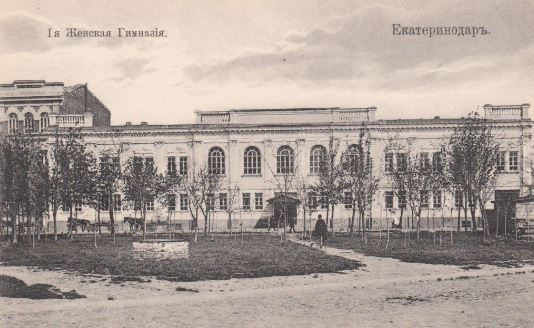
Катеринодарська жіноча гімназія — приміщення читальні «Просвіти»

Активні учасники української інтелігенції в Катеринодарі започаткували Товариство «Просвіта» 3-го червня 1906 року. Метою товариства була просвітницька діяльність, яка включала: облаштування шкіл, лекцій, курсів, музеїв і бібліотек читальнь. Також товариство організовувало книговидання та поширення кіосків української літератури. Товариство теж мало права надавати стипендії талановитим студентам з народного середовища.
Кошти для «Просвіти» збиралися через членські внески, які залежали від суми заробітної плати.

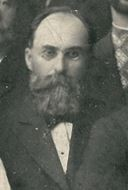
Ерастов, Степан Іванович — Засновник Кубанської «Просвіти»

Керівником Кубанського просвітницького товариства був громадський діяч та меценат Степан Ерастов. В діяльності правління брали участь: український актор, драматург і журналіст В. О. Потапенко, поет Я. В. Жарко, педагор І. Т. Ротар, нотаріус А. Р. Яловий та інші.
Для діяльності товариства було орендоване приміщення Катеринодарської жіночої гімназії, у якій розмістилися бібліотека та читальня «Просвіти»
Однією з форм культурно-просвітницької діяльності була організація музичних вечорів з участю власного хору. Члени товариства також влаштовували лекції, історичні вечори на тематику української історії, культури та вшанувань видатних діячів. 19 грудня 1907 року у залі Катеринодарської жіночої гімназії був проведений вечір присвячений пам'яті Марко Вовчок. Також традиційно проводилися Шевченківські роковини.
Активісти Кубанської «Просвіти» співпрацювали з газетами «Кубань» та «Нова Зоря» де публікували статті про свою діяльність.
Філіали Кубанської «Просвіти» були започатковані у містах Темрюк та Майкоп, в станицях Пашковській, Платніровській, Сіверській, Тихорецькій, Новотитарівській, Канівській, Усть-Лабинській, Пензенській, Уманській та хуторах Романівському і Зубовій Балці.
Товариство було закрито місцевою владою вже в 1907 році, за підозру в політичній діяльності. «Просвіта» в Катеринодарі була знову відновлена у лютому 1917 року, після Лютневої революції. І вже в червні 1917 року, Перший з'їзд вчителів-українців на Кубані закликав організувати в кубанських школах викладання українською мовою. Ерастов котрий повернувся до Катеринодару, розпочав активну видавничу діяльність від імені «Просвіти». Виходила газета «Кубанська зоря», перевидавався «Український буквар» та інші видання. В листопаді 1918 року, після встановлення білоґвардійської влади, товариство і видання «Просвіти» були знову заборонені, а українська інтелігенція і громадські діячі були переслідувані.